# Paardenmarkt
Paardenmarkt är en sandbank i Nordsjön, 300 till 1500 m från Belgiens kust, närmare bestämt från Knokke. Den ligger i Flandern nära kommunen Knokke-Heist, 90 km nordväst om huvudstaden Bryssel. Sandbanken ligger 2 km öster om hamnen i Zeebrygge och är som lägst 3-5 meter vattennivån. Närmaste större samhälle är Brygge, 17 km söder om Paardenmarkt.
På 1800-talet fastnade fartyg på väg till Scheldes mynning regelbundet här. Det var därför det 1872 byggdes en fyr i sanddynerna nära Knokke.

## Historia
Den första gången Paardenmarkt nämns i skrift är år 1411. Det var en marknad för hästar på den tidigare ön Wulpen. År 1377, förstörde en stormflod det mesta av ön och vid Allerheiligenflut 1570 försvann resten av ön under vågorna. Sedan början av 1600-talet har namnet Paardenmarkt på många kartor använts för att indikera grundet.

## Dumpning av ammunition
Efter första världskriget, mellan november 1919 och maj 1920, dumpades här av de belgiska myndigheterna 35 000 ton ammunition varav 10 000 ton var mestadels tysk kemisk ammunition (senapsgas). Dumpningen glömdes bort fram tills att den återupptäcktes 1971. Ammunitionen täcks av 2 till 4 meter sand.
År 2013, efter att ha sökt i statsarkivet, bestred forskarna numret och hävdade att all dumpad ammunition är kemisk ammunition, för att konventionell ammunition vanligtvis bortskaffades genom att explodera dem under kontrollerade omständigheter. Men vid den tidpunkten ansågs detta vara för riskabelt för kemiska vapen. På grund av den höga ekonomiska kostnaden och av säkerhetsskäl har den belgiska regeringen beslutat att inte rensa området. Platsen är dock märkt med bojar och övervakas ständigt och är ett förbjudet område för fiskeverksamhet och förankring.